# マドカ・ジャスミン
マドカ・ジャスミン（1995年9月2日 - ）は、日本のライター・合コンコンサルタント。別名・マドジャス。

## 経歴
神奈川県出身。高校中退。
体当たりライターとして「新宿でパンツを買ってもらう企画」や「渋谷でスク水を着てチェキを撮る企画」「セックス中の脳波を測定する企画」などの記事を書いている。
2017年1月にTBS「山里と100人の美女」に出演後、テレビ朝日「それ、古いっすよ。」、テレビ東京「おしゃべりオジサンと怒れる女」などのテレビ番組にも出演。
2017年に不特定多数と性行為を行いクラミジア感染症を経験した。自覚症状がなかったことから、経験を生かし性病に関する啓もう、啓発活動を行っている。

## 出演

### ウェブテレビ
- 指原莉乃＆ブラマヨの恋するサイテー男総選挙（2018年8月28日[2]、AbemaTV)